# NGC 118
NGC 118 ist eine aktive, kompakte Spiralgalaxie mit ausgedehnten Sternentstehungsgebieten vom Hubble-Typ S im Sternbild Walfisch südlich der Ekliptik. Sie ist schätzungsweise 493 Millionen Lichtjahre von der Milchstraße entfernt und hat einen Durchmesser von etwa 115.000 Lichtjahren.

Im selben Himmelsareal befinden sich u. a. die Galaxien NGC 113, NGC 114, NGC 120, NGC 124.
Das Objekt wurde am 23. September 1867 von dem US-amerikanischen Astronomen Truman Henry Safford entdeckt.